# Worms 2
Worms 2 ist ein Artillery-Spiel, das von Team17 entwickelt und von Microprose 1997 veröffentlicht wurde. Es stellt den Nachfolger zu Worms dar. GOG.com vertreibt eine für moderne Windows-Systeme angepasste Version.

## Spielprinzip
Das Gameplay ist typisch für die Worms-Spieleserie. Teams von Würmern treten rundenbasiert gegeneinander an, wobei in einer Runde jeweils nur ein Wurm gesteuert wird. Die Grafik-Engine wurde im Vergleich zum Vorgänger überarbeitet und bietet nun SVGA-Auflösungen. Ein Leveleditor ist beigelegt und die Attribute aller Waffen können ebenfalls in einem grafischen Editor angepasst werden und ergänzen so den Team-Editor des Vorgängers.

## Rezeption
Die Neuerungen, wie das Grundwasser, in dem die Würmer ertrinken können, werten das Spiel weiter auf, ebenso wie die neue Zeichentrick-Optik. Die Vielzahl der Editoren mache das Spiel ebenso interessanter. Auch die Balance wurde verbessert, etwa bei der Einführung eines Zeitlimits für das Ninjaseil. Die neuen Waffen hingegen seien zwar optisch gut umgesetzt, aber wenig innovativ, da sie bestehende lediglich abwandeln. Der Spielspaß insbesondere gegen menschliche Kontrahenten sei weiterhin sehr hoch.